# Ulrich Lübbert
Ulrich Wilhelm Lobegott Lübbert (* 28. Februar 1867 in Neu Stradam, Kreis Wartenberg; † 8. Juli 1945 in Berlin-Treptow) war ein deutscher Konteradmiral der Kaiserlichen Marine.

## Leben
Ulrich Lübbert trat am 15. April 1887 als Kadett in die Kaiserliche Marine ein. Am 13. Oktober 1891 erhielt er als Unterleutnant zur See (Ernennung mit RDA vom 23. Mai 1890) das Zeugnis zur Reife zum Seeoffizier erteilt. Im Dezember 1891 wurde er zur Disposition des Inspekteurs der I. Marineinspektion in Kiel gesetzt, kam dann Anfang 1892 erst auf die Zieten und dann Anfang September des gleichen Jahres auf die Nixe. Am 14. November 1892 erhielt er die Kaiserlich Türkische silberne Erinnerungs-Medaille. Anfang März 1894 wurde er als Leutnant zur See auf die Stosch kommandiert. Im März 1895 kam er als Adjutant zur I. Matrosenartillerie-Abteilung und von hier im Herbst 1896 als Wachoffizier auf die Cormoran, welche der ostasiatischen Station zugeteilt war.
Von der erneuten Indienststellung zum 6. April 1904 bis 30. September 1904 war er als Kapitänleutnant Kommandant der National. Ab Dezember 1904 war er Kommandant der Möwe und wurde in dieser Position, welche er bis zur Außerdienststellung im Oktober 1905 innehatte, zum Korvettenkapitän befördert. 1909 hatte er für das Reichsmarineamt mit anderen Mitbeteiligten die Forschungsreise der Planet 1906/07 als Buchreihe veröffentlicht.
Vom 1. April 1909 bis September 1910 war er Kommandant der Undine und wurde in dieser Position zum Fregattenkapitän befördert. Er kam an das Reichsmarineamt und wurde im Bereich der Luftfahrt eingesetzt. Als Dezernent für Motorluftschifffahrt im Reichsmarineamt nahm er am 17. März 1910 an einem Flug mit dem Luftschiff PL 5 teil. Am 10. April 1911 wurde er zum Kapitän zur See befördert. Am 7. März 1913 war er beim Besuch des Flugplatzes Johannisthal durch den Prinzregenten Ludwig von Bayern anwesend. Am 1. April 1913 wurde er als Dezernent für Luftschiffahrt und Flugwesen im Reichsmarineamt zur Verfügung des Chefs der Marinestation der Ostsee gestellt. Später war er von Oktober 1913 bis Oktober 1915 Kommandant der Helgoland. Anschließend war er bis Juni 1917 Kommandant der II. Torpedo-Division. Am 16. Juli 1917 wurde er mit dem Charakter als Konteradmiral aus der Marine verabschiedet.
Als Kommandant der II. Torpedo-Division war er Vorgesetzter des Pazifisten Hans Paasche. Dieser wurde aus der Marine entlassen, weil er sich weigerte einem Standgericht beizuwohnen.
Bis August 1916 hatte er u. a. den Roten Adlerorden 3. Klasse mit der Schleife, den Kronen-Orden 3. Klasse, das Eiserne Kreuz II. Klasse und das Komturkreuz des Greifenordens erhalten.
Nach dem Krieg war er Mitglied des Deutschvölkischen Offiziersbund (DVO) und lebte in Halle.
Im Zuge des Röhm-Putsches suchte ein Freund Lübbert auf und erhielt anfangs bei ihm Unterschlupf. Dem Politiker Paul Schulz war es gelungen, dem Mordanschlag am 30. Juni 1934 auf ihn zu entkommen. In den kommenden Tagen hielt er sich bei Lübbert verborgen, von dem Schulz vermutete, dass dessen Adresse nicht auf den Fahndungslisten der Gestapo stand, weil die Adresse nicht in Schulz’ Adressbuch stand. Nach den eigenen späteren Angaben von Schulz gelang es Lübbert, einen „persönlichen Schutz“ für Schulz gleichermaßen bei Hitler wie bei Göring zu erreichen. Dieser Schutz war auf 14 Tage befristet. Schulz reiste am 20. Juli 1934 in die Schweiz aus und lebte dort als Geschäftsmann in Zürich und Basel.